# Chemillé
Pour les articles homonymes, voir Chemillé (homonymie).
Chemillé est une ancienne commune française, située dans le département de Maine-et-Loire et la région Pays de la Loire.
Le 1er janvier 2013, les communes de Chemillé et de Melay fusionnent pour former une commune nouvelle sous le nom de Chemillé-Melay dont Chemillé constitue (de même que Melay) une commune déléguée.
Le 15 décembre 2015, l'ancienne commune nouvelle de Chemillé-Melay fuisionne à son tour avec les onze autres communes de l'ancienne communauté de communes de la région de Chemillé pour former la commune nouvelle de Chemillé-en-Anjou. Chemillé et Melay sont maintenues dans leur statut de commune déléguée.

## Géographie

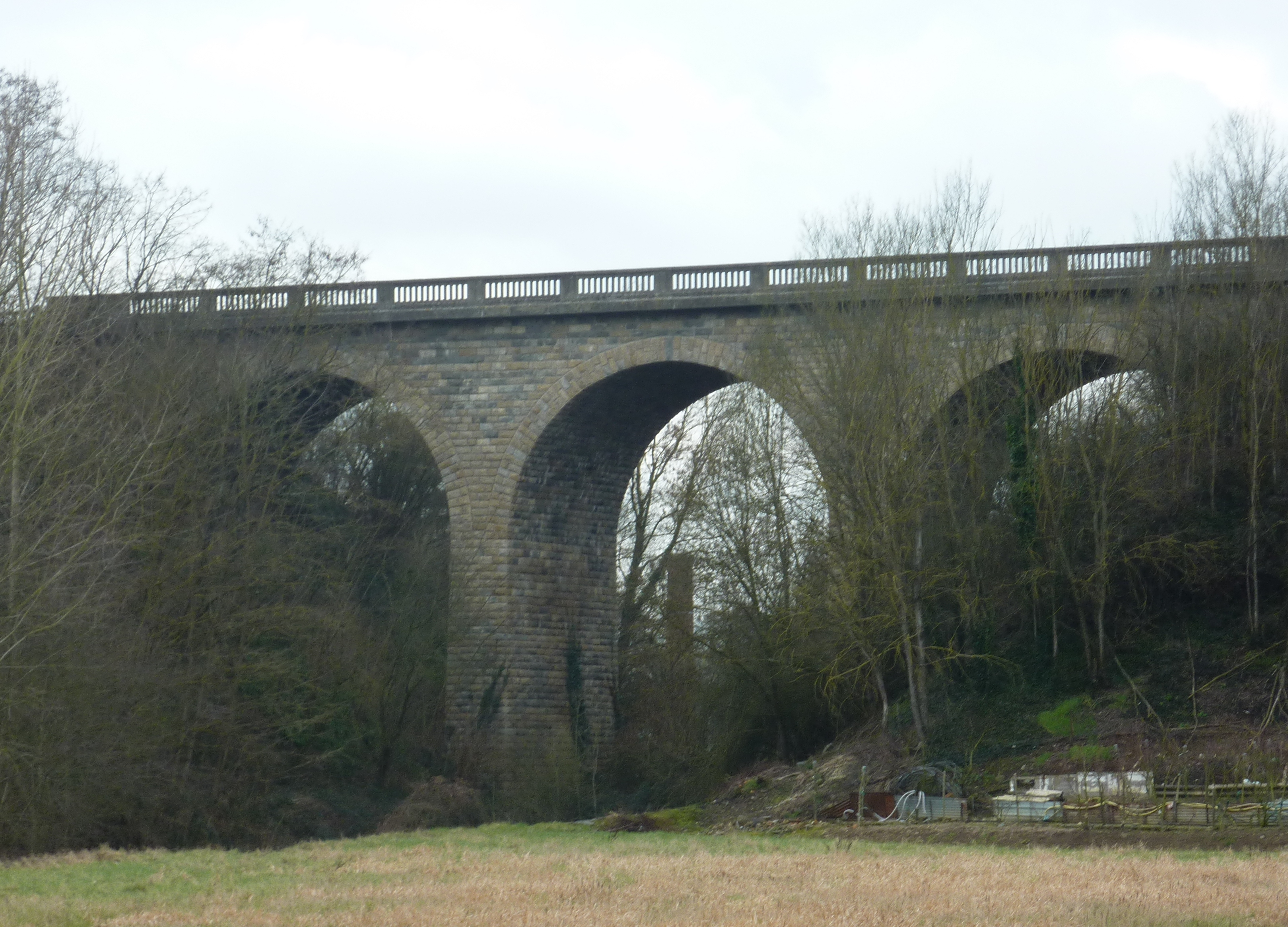
Viaduc ferroviaire.

### Localisation
Ville angevine des Mauges, Chemillé se situe entre Angers et Cholet, sur la RD160 (ex-RN160) qui relie ces deux villes, et à l'est de La Chapelle-Rousselin.
Chemillé est distante de Cholet de 20 km (au sud-ouest) et d'Angers de 32 km (au nord-est), et est desservie par l'autoroute A87 reliant notamment ces villes.

### Territoire
Son territoire a une superficie de plus de 49 km2 (4 920 hectares) et son altitude varie de 42 à 114 mètres.

### Hydrographie
Chemillé se trouve sur les bords de l'Hyrôme, affluent du Layon.

## Toponymie et héraldique

### Toponymie
Chemillé est mentionné sous les formes Camilliacus villa en 775, Cella Camilliacus en 844, Chimilli en 1050, Camilliacum vers 1130. La graphie moderne Chemillé est attestée dans la carte de Cassini dès le XVIIIe siècle,.
La forme Chimilli montre qu'en 1050 déjà, le nom village se prononce  [tʃimiji] > [ʃœmije], aujourd'hui. La forme latine est en usage traditionnellement dans la documentation administrative ou autre, rédigée en cette langue au moins jusqu'à l'ordonnance de Villers-Cotterêts.
Il s'agit d'une formation toponymique gallo-romane fréquente *CAMILLIACU (cf. Chambly, Camilly, Chemilly, etc.), composé du nom de personne Camillus (> Camille) et du suffixe -(i)-acum. Dans la partie ouest de la France (sud ouest de la Normandie, Maine, est de la Bretagne gallo, Anjou, ..), la graphie usuelle du produit de -(i)acum est la finale -é. Ce nom gallo-romain n'a pas de lien avec la camomille.
Chemillé est la capitale française des plantes médicinales avec un jardin spécialement consacré aux simples, dont plus particulièrement la camomille, clin d’œil à la poétique étymologie.

### Héraldique
| Chemillé | Blason ville de Chemillé : Écartelé, au premier et au quatrième d'or à la barre de gueules, au deuxième et au troisième de gueules à la barre d'or. |

## Histoire

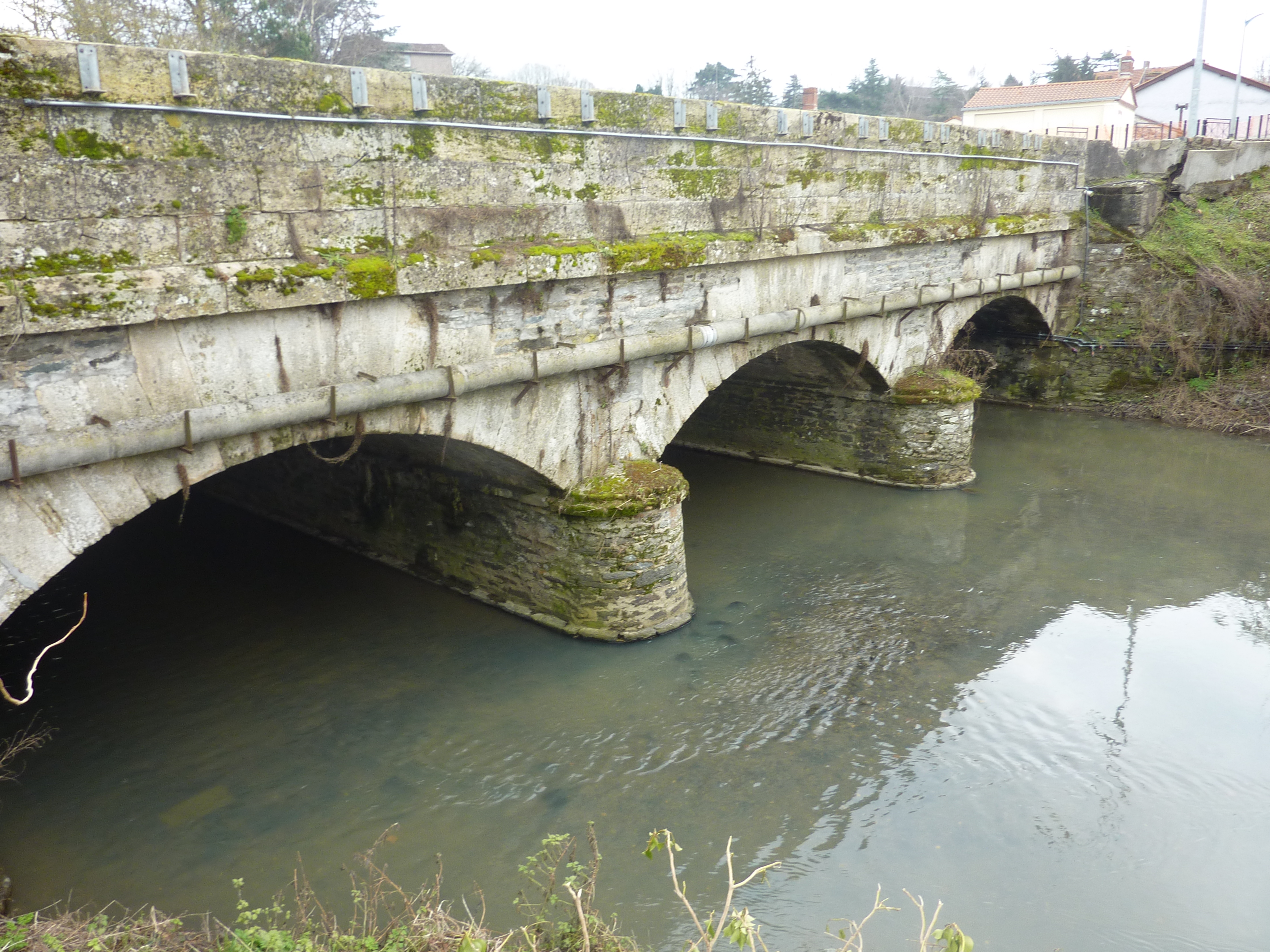
Pont de Chemillé (N160).

### Site et situation
Ancienne place forte au Moyen Âge, Chemillé est construite en amphithéâtre sur les bords de l'Hyrôme, affluent du Layon.
Les vieilles murailles furent détruites au moment des guerres de religion au XVIe siècle, ouvrant ainsi la ville aux échanges, aux marchés qui lui ont donné sa réputation de centre commercial important, rôle encore renforcé par sa situation de carrefour.

### Généralités historiques
- Présence néolithique et protohistorique.
- Domaine gallo-romain de Camilliacus.
- Église Saint-Pierre antérieure au VIIIe siècle.
- Seigneurie, prieuré et maladrerie au XIe siècle.
- Ville close au XIIIe siècle.
- Pillée par les Huguenots au XVIe siècle.

Aux Xe-XIe siècles, une première famille seigneuriale possède Chemillé, depuis Sigebrand Ier (porte-étendard du comte Foulques Nerra, il meurt en 1016 à la bataille de Pontlevoy), dans le contexte de l'intégration des Mauges à l'Anjou (les Mauges étaient alors une région de marche disputée entre l'Anjou, la Bretagne et le Poitou) ; il est suivi par son fils Pierre Ier (jusqu'à la mi-XIe siècle) puis, de père en fils, par Sigebrand II (2e moitié du XIe siècle), Pierre II (jusqu'en 1120) et Gauvain de Chemillé (jusque vers 1139/1148) ; il est à noter qu'une fille de Pierre II, Eustachie de Chemillé, apporte deux fiefs de la famille, Gonnor(d) et Thouarcé, à son mari Geoffroy Ier de Doué.
La fille héritière de Gauvain, Marguerite de Chemillé († le 24 novembre 1167) convola 1re avec Geoffroi d'Argenton (fl. entre 1139 et 1158) ; puis 2e avec Foulques de Candé et du Lion (fl. jusque vers 1180, peut-être 1203), probablement issu des Petit-Montrevault ; de là une double postérité, et une succession dédoublée qui finit par se réunifier : la fille de Marguerite et Geoffroi, Eustachie d'Argenton, épouse Anstier de Mortagne, d'où Pierre (sire d'Argenton), Aimeri (x Philippa de Thouars), et Elisabeth de Mortagne-Argenton († vers 1190) qui épouse son oncle Pierre (III) de Chemillé (fl. jusque vers 1200), fils de Marguerite et Foulques de Candé.
La baronnie de Chemillé, vassale de l'évêque d'Angers et suzeraine de Cholet, passa ensuite à la Maison de Thouars car la fille d'Elisabeth et Pierre (III), Eustachie de Chemillé, épouse en 2° noces vers 1203 Guy de Thouars (v. 1154-1213), veuf de Constance de Bretagne et frère de Philippa de Thouars qu'on vient de citer (Eustachie fut aussi la femme en 1° noces vers 1199 de Guillaume V vicomte d'Aulnay, puis en 3° noces vers 1215 de Renaud de Maulévrier). Le fils d'Eustachie et Guy de Thouars, Pierre de Chemillé-Thouars (1204-ap. 1251) fait souche : dans la 2e moitié du XIVe siècle, sa descendante Jeanne (Thomasse) de Chemillé-Thouars (fille de Thomas de Chemillé-Thouars et de Marguerite de Thouars-Dreux), dame de Chemillé et de Mortagne, épouse Barthélemy (Jean) de La Haye-Passavant ; leur fils Jean de La Haye-Passavant, époux d'Antoinette de Dinan (ou Thomine, Thonène ; fille de Charles de Dinan-Montafilan), a lui-même pour enfants : - Jean sgr. de Passavant et Mortagne (mi-XVe siècle ; son fils Louis de La Haye épouse Marie d'Orléans, fille de Dunois, d'où Yolande de La Haye, duchesse de Nemours par son mariage avec le duc Jean), - Bertrand de La Haye (x Louise d'Argenton : parents de François, dont la fille Renée de La Haye, dame de Chemillé, épouse Joachim de Montespedon de Beaupréau, † 1509), et - Louise de La Haye (x Jean de Scépeaux, d'où François de Scépeaux, père de Guy II, père lui-même de Guy III de Scépeaux).
La fille de Joachim et Renée de La Haye, Philippe de Montespedon († 1578), duchesse de Beaupréau (1562) et comtesse de Chemillé (1555), reste sans enfant de ses deux mariages, d'abord avec le maréchal de Montejan, sire de Cholet, ensuite avec Charles de Bourbon-Montpensier (1515-1565), prince de La Roche-sur-Yon. Elle lègue Beaupréau et Chemillé à son cousin au 3e degré Guy III de Scépeaux († 1605), baron de Cholet, père de Guy (IV) († prédécédé en 1597), dont la fille Jeanne de Scépeaux (1588-1620) transmet à son mari le duc de Retz Henri de Gondi (1590-1659), épousé en 1610.
Enfin, succession aux Cossé-Brissac (la fille de Jeanne de Scépeaux et d'Henri de Gondi, Marguerite-Françoise de Gondi épouse en 1644 Louis de Cossé, duc de Brissac) et aux Neufville de Villeroy (la mère de Louis-Nicolas de Villeroy (1663-1734) était Marguerite-Marie de Cossé-Brissac, fille de Marguerite-Françoise de Gondi et du duc Louis de Brissac).
Mais vers 1680, après sept siècles environ, la chaîne généalogique nouée dès avant l'an mil par Sigebrand Ier s'interrompt : le comté de Chemillé est alors vendu au marquis René-François de Broon, baron puis marquis de Cholet, 1er écuyer de Madame (né en 1618 ou vers 1640-† en 1701 sans postérité). Sa sœur héritière cède alors le marquisat de Cholet et le comté de Chemillé à François-Edouard Colbert de Maulévrier (1674-1706 ; fils d'Edouard-François), père de Louis-Edouard-René (1699-1750) : Postérité de ce dernier, et bien davantage encore de son frère cadet René-Henri-Edouard Colbert (1706-1771). Mais les créanciers de Louis-Edouard-René Colbert et de sa veuve Marie-Catherine-Euphrasie d'Estaing de Murols obtiennent l'adjudication de Cholet et Chemillé, le 9 avril 1755 et pour 482 000 livres environ, au marquis Louis Le Peultre de Marigny ; en 1763, vente à Gabriel-François de Rougé (1729-1786), suivi de sa veuve Marie-Anne-Christine-Joséphine de Croÿ d'Havré (1737-1788) et du frère de celle-ci, le duc d'Havré Joseph-Anne-Auguste-Maximilien de Croÿ (1744-1839), dernier comte de Chemillé et marquis de Cholet.
Après la Révolution éclate une insurrection royaliste et, en 1793, celle de la guerre de Vendée. Tout l'Anjou sera concerné par ces événements.
- "Grand choc de Chemillé" en 1793 (11 avril) : victoire des Vendéens sur les Républicains, journée marquée par l'épisode du "Pater des Vendéens". Au château de Souchereau (Jallais) fut pris le général vendéen Stofflet.
- Incendié en 1793.

À la réorganisation administrative qui suivit la Révolution, en 1790 Chemillé est rattaché au canton de Chemillé et au district de Cholet, puis en 1800 l'arrondissement de Beaupreau et à sa disparition en 1857 à l'arrondissement de Cholet.
Étaient présents au début du XXe siècle, des carrières de moellon, des blanchisseries, des teintureries, des filatures, des tanneries, des minoteries et du tissage de toile.

### Commune nouvelle de Chemillé-Melay
En 2012, les équipes municipales de Chemillé et de Melay initient un rapprochement entre les deux communes, sous la forme d'une commune nouvelle, régie par la loi du 16 décembre 2010.
Le conseil municipal de Chemillé valide en octobre la création d'une commune nouvelle Chemillé-Melay. S'ensuit un débat et la question est portée auprès du préfet de Maine-et-Loire,, qui valide le 12 novembre la création de la commune nouvelle,.
| Nom de la commune | Population (2010) | Surface (hectares) | Alt. mini (mètres) | Alt. maxi (mètres) |
| ----------------- | ----------------- | ------------------ | ------------------ | ------------------ |
| Chemillé          | 7 028             | 4 920              | 42                 | 114                |
| Melay             | 1 608             | 2 270              | 75                 | 212                |
| Ensemble          | 8 636             | 7 190              | 42                 | 212                |

En 2014, un nouveau projet de fusion se dessine. Il est présenté à la population en avril et mai 2015. Le 2 juillet, les conseils municipaux de l'ensemble des communes du territoire communautaire votent la création d'une commune nouvelle au 15 décembre 2015,.

## Administration

### Administration municipale

#### Administration actuelle
Le 1er janvier 2013, Chemillé constitue une commune déléguée au sein de la commune nouvelle de Chemillé-Melay et dispose d'un maire délégué. Aux élections municipales de mars 2014, Dimitri Raguin en devient le maire délégué. Le 15 décembre 2015, elle intègre la commune nouvelle de Chemillé-en-Anjou dont elle constitue également une commune déléguée.
| Période                                  | Période   | Identité             | Étiquette | Qualité |
| ---------------------------------------- | --------- | -------------------- | --------- | ------- |
| janvier 2013                             | mars 2014 | Dimitri Raguin       |           |         |
| mars 2014                                | mai 2020  | Lionel Cottenceau    |           |         |
| mai 2020                                 |           | Jean-Claude Corroyer |           |         |
| Les données manquantes sont à compléter. |           |                      |           |         |

#### Administration ancienne
Chemillé est érigée en municipalité en 1790.

### Jumelage
Ville jumelée depuis 1997 : Aspach (Bade-Wurtemberg) (Allemagne)

### Ancienne situation administrative

#### Intercommunalité
Au 31 décembre 2012, la commune était intégrée à la communauté de communes région de Chemillé ; structure intercommunale ayant pour objet le développement et la solidarité des communes de la région de Chemillé dont les principales compétences sont l'aménagement de l'espace communautaire, les actions de développement économique, la protection et mise en valeur de l'environnement, la politique du logement et du cadre de vie, la voirie, la construction et l'entretien d'équipements communautaires, et la mise en place de techniques d'information et de communication (T.I.C.).
Créée en 1994, cette structure intercommunale regroupait treize communes jusqu'en décembre 2012, dont Chemillé et Melay.
La communauté de communes était, à cette date, membre du syndicat mixte Pays des Mauges, structure administrative d'aménagement du territoire regroupant sept communautés de communes : Bocage, Centre-Mauges, Champtoceaux, Chemillé, Moine-et-Sèvre, Montrevault et Saint-Florent-le-Vieil.

#### Autres circonscriptions
Au 31 décembre 2012, la commune de Chemillé faisait partie du canton de Chemillé et de l'arrondissement de Cholet. Le canton de Chemillé comprenait à cette date dix communes, dont Chemillé et Melay. C'est l'un des quarante et un cantons que compte le département ; circonscriptions électorales servant à l'élection des conseillers généraux, membres du conseil général du département.
À cette date, Chemillé faisait partie de la deuxième circonscription de Maine-et-Loire, composée de cinq cantons dont Chemillé, Chalonnes-sur-Loire et Les Ponts-de-Cé. La deuxième circonscription de Maine-et-Loire est l'une des sept circonscriptions législatives que compte le département.

## Population et société

### Évolution démographique
En 2009, Chemillé compte 6 967 habitants (soit une augmentation de 13 % par rapport à 1999). La commune occupe le 1 409e rang au niveau national, alors qu'elle était au 1 492e en 1999, et le 9e au niveau départemental sur 363 communes.
L'évolution du nombre d'habitants est connue à travers les recensements de la population effectués à Chemillé depuis 1793.
L'importante baisse de population est à noter entre 1793 et 1800 comme dans beaucoup de communes de la Vendée Militaire. Au début du XXIe siècle, les modalités de recensement ont été modifiées par loi du 27 février 2002, dite loi de démocratie de proximité, afin de permettre, après une période transitoire courant de 2004 à 2008, la publication annuelle de la population légale des différentes circonscriptions administratives françaises.
Pour les communes dont la population est inférieure à 10 000 habitants, les enquêtes sont exhaustives et ont lieu par roulement tous les cinq ans. Pour Chemillé, le premier recensement a été fait en 2008
, les suivants étant en 2013, 2018, etc. La première population légale postérieure à celle de 1999 et s’inscrivant dans ce nouveau dispositif est entrée en vigueur au 1er janvier 2009 et correspond au recensement de l’année 2006, qui, pour Chemillé, est une évaluation intermédiaire.
Le maximum de la population a été atteint en 2009 avec 6 967 habitants.
| 1793  | 1800  | 1806  | 1821  | 1831  | 1836  | 1841  | 1846  | 1851  |
| ----- | ----- | ----- | ----- | ----- | ----- | ----- | ----- | ----- |
| 4 074 | 3 112 | 3 188 | 3 529 | 3 694 | 3 888 | 4 049 | 4 547 | 4 722 |

| 1856  | 1861  | 1866  | 1872  | 1876  | 1881  | 1886  | 1891  | 1896  |
| ----- | ----- | ----- | ----- | ----- | ----- | ----- | ----- | ----- |
| 4 853 | 4 703 | 4 414 | 4 330 | 4 291 | 4 420 | 4 515 | 4 467 | 4 365 |

| 1901  | 1906  | 1911  | 1921  | 1926  | 1931  | 1936  | 1946  | 1954  |
| ----- | ----- | ----- | ----- | ----- | ----- | ----- | ----- | ----- |
| 4 257 | 4 171 | 4 270 | 3 940 | 4 024 | 4 123 | 4 016 | 4 133 | 4 195 |

| 1962  | 1968  | 1975  | 1982  | 1990  | 1999  | 2006  | 2008  | 2009  |
| ----- | ----- | ----- | ----- | ----- | ----- | ----- | ----- | ----- |
| 4 510 | 4 735 | 5 108 | 5 748 | 6 016 | 6 182 | 6 784 | 6 951 | 6 967 |

### Pyramide des âges
La population de la commune est relativement jeune. Le taux de personnes d'un âge supérieur à 60 ans (18,7 %) est en effet inférieur au taux national (21,8 %) et au taux départemental (21,4 %).
À l'instar des répartitions nationale et départementale, la population féminine de la commune est supérieure à la population masculine. Le taux (50,8 %) est du même ordre de grandeur que le taux national (51,9 %).
La répartition de la population de la commune par tranches d'âge est, en 2008, la suivante :
- 49,2 % d’hommes (0 à 14 ans = 20,9 %, 15 à 29 ans = 20,6 %, 30 à 44 ans = 21,2 %, 45 à 59 ans = 20,9 %, plus de 60 ans = 16,4 %) ;
- 50,8 % de femmes (0 à 14 ans = 20,1 %, 15 à 29 ans = 19,8 %, 30 à 44 ans = 20,3 %, 45 à 59 ans = 18,8 %, plus de 60 ans = 20,8 %).

| Hommes | Classe d’âge | Femmes |
| ------ | ------------ | ------ |
| 0,3    | 90 ans ou +  | 0,9    |
| 5,7    | 75 à 89 ans  | 8,4    |
| 10,4   | 60 à 74 ans  | 11,5   |
| 20,9   | 45 à 59 ans  | 18,8   |
| 21,2   | 30 à 44 ans  | 20,3   |
| 20,6   | 15 à 29 ans  | 19,8   |
| 20,9   | 0 à 14 ans   | 20,1   |

| Hommes | Classe d’âge | Femmes |
| ------ | ------------ | ------ |
| 0,4    | 90 ans ou +  | 1,1    |
| 6,3    | 75 à 89 ans  | 9,5    |
| 12,1   | 60 à 74 ans  | 13,1   |
| 20,0   | 45 à 59 ans  | 19,4   |
| 20,3   | 30 à 44 ans  | 19,3   |
| 20,2   | 15 à 29 ans  | 18,9   |
| 20,7   | 0 à 14 ans   | 18,7   |

### Vie locale
- Association Lanrunners, association de jeux vidéo en réseaux depuis 1999 sur Chemillé.
- Cinéma Le Club.
- École de Musique de la Région de Chemillé.
- Médiathèque Victor Hugo.
- TFC Théâtre Foirail Camifolia, spectacles et séminaires et jardin de plantes médicinales.

Ville Fleurie : **

### Manifestations culturelles et festivités
Chaque année s'y déroulent des concerts, entre autres, dans le cadre des Z'éclectiques, festival de musiques actuelles qui a fêté ses 20 ans en 2018.

## Économie

### Tissu économique
Sur 632 établissements présents sur la commune à fin 2010, 19 % relevaient du secteur de l'agriculture (pour une moyenne de 17 % sur le département), 9 % du secteur de l'industrie, 8 % du secteur de la construction, 52 % de celui du commerce et des services et 13 % du secteur de l'administration et de la santé.

### Activité économique de la région
Ville la plus importante du Chemillois, Chemillé se trouve au cœur de l'activité économique intercommunale.
Sur le territoire de la communauté de communes, sur 1853 établissements présents à fin 2010, 34 % relevaient du secteur de l'agriculture (pour une moyenne de 17 % sur le département), 8 % du secteur de l'industrie, 9 % du secteur de la construction, 39 % de celui du commerce et des services et 10 % du secteur de l'administration et de la santé.

## Culture locale et patrimoine

### Architecture civile
- Château de L'Écho, du XIXe siècle, séjours du général de Gaulle, plaque à l'entrée.
- Château des Cloîtres, du XIXe siècle par René Hodé.
- Château de Salbœuf, du XIXe siècle.
- Château de la Sorinière, tours et douves des XIVe, XVIe et XVIIIe siècles.
- Lavoir, du XVIIe siècle.
- Trois moulins à vent en ruine.
- Porte Est et poterne Sud de l'ancien château, du XIIIe siècle.
- Restes du prieuré Saint-Pierre, du XVIIIe siècle.

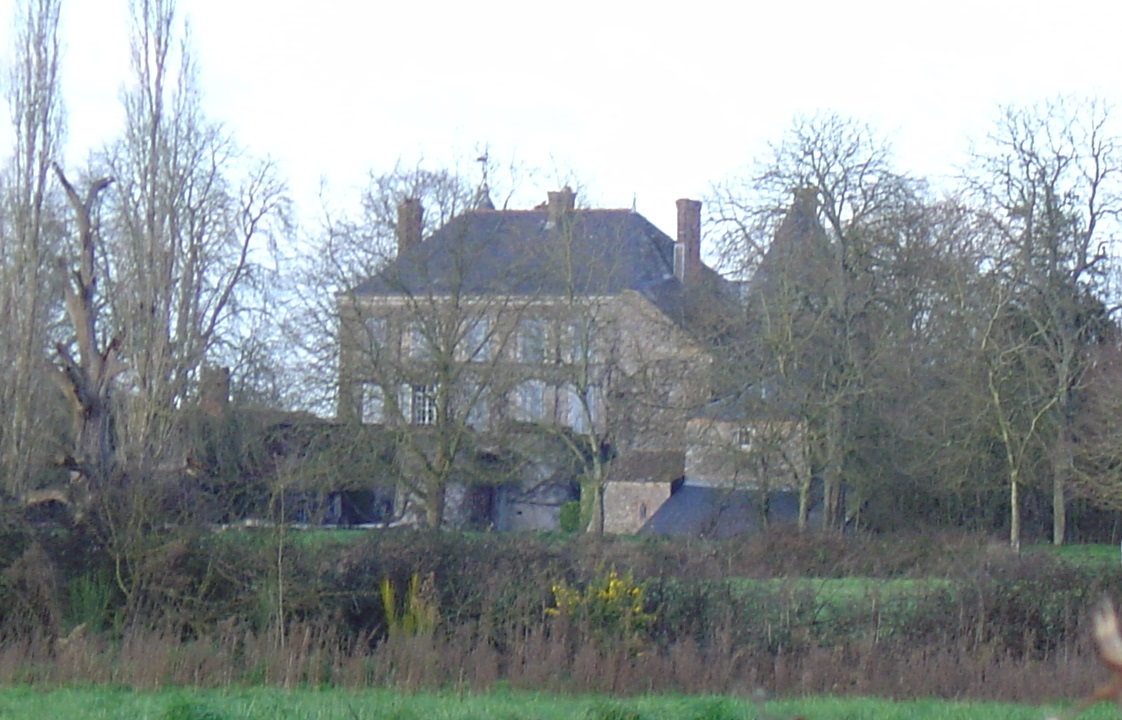
Château de la Sorinière

### Édifices religieux
- Chapelle de la Sorinière XVIe siècle, restes de peintures murales XVIe siècle.
- Église Notre-Dame (ancienne)  Classé MH (1862)  Classé MH (1914)  Classé MH (1929).
- Église Notre-Dame la Neuve  Inscrit MH (2006)[45], terminée en 1884.
- Église Saint-Pierre XIe / XXe siècles : portail XIIIe siècle et clocher XIIe siècle, vestiges de peintures murales XIIIe siècle, nef et bas-côtés 1902 ; vitraux rappelant l'histoire de Chemillé pendant la Révolution.  Classé MH (1969)[46].
- Église Saint-Gilles (détruite par les guerres de Vendée en février 1794).
- Ruines de la collégiale Saint-Léonard, incendiée durant les Guerres de Vendée.

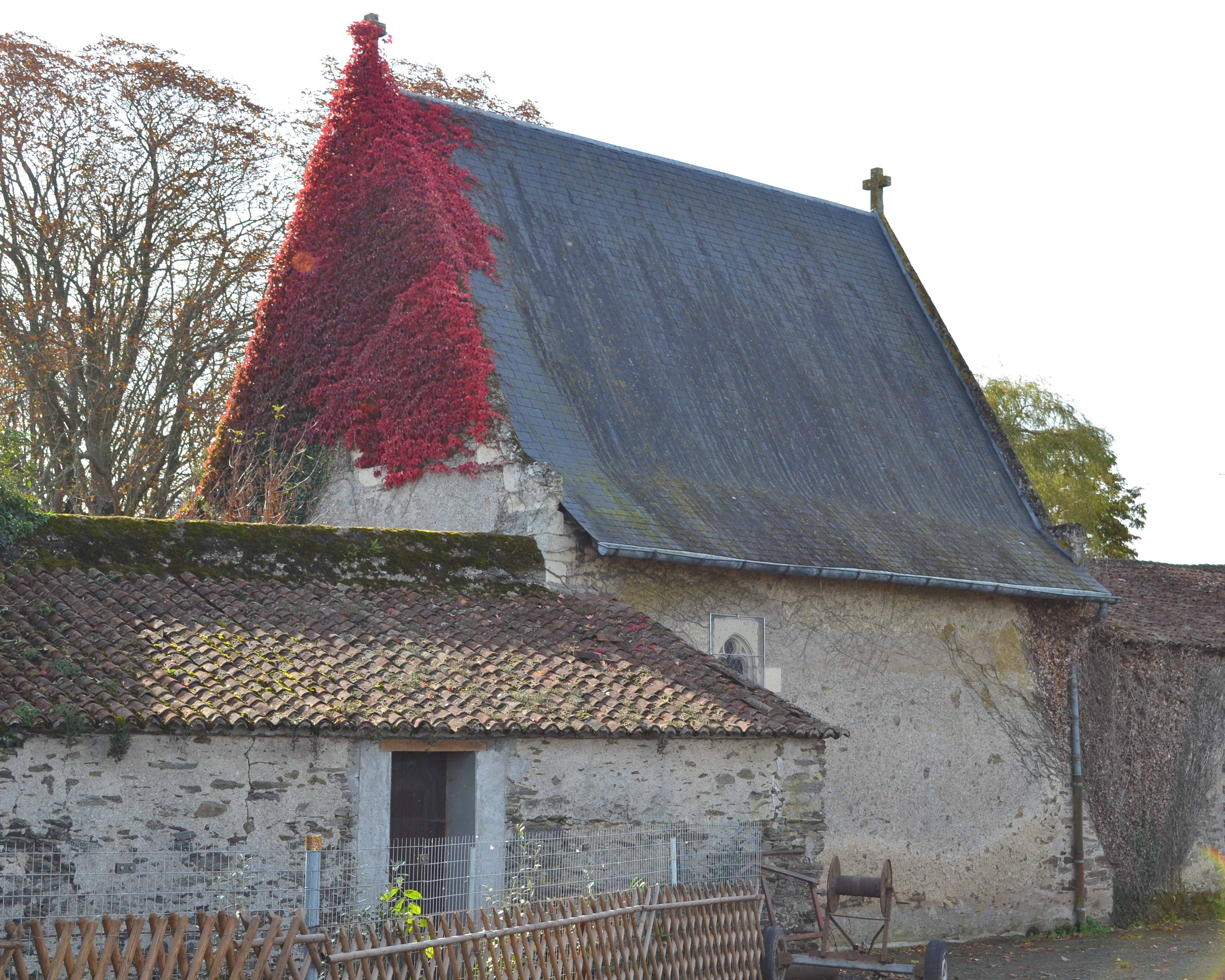
Chapelle de la Sorinière
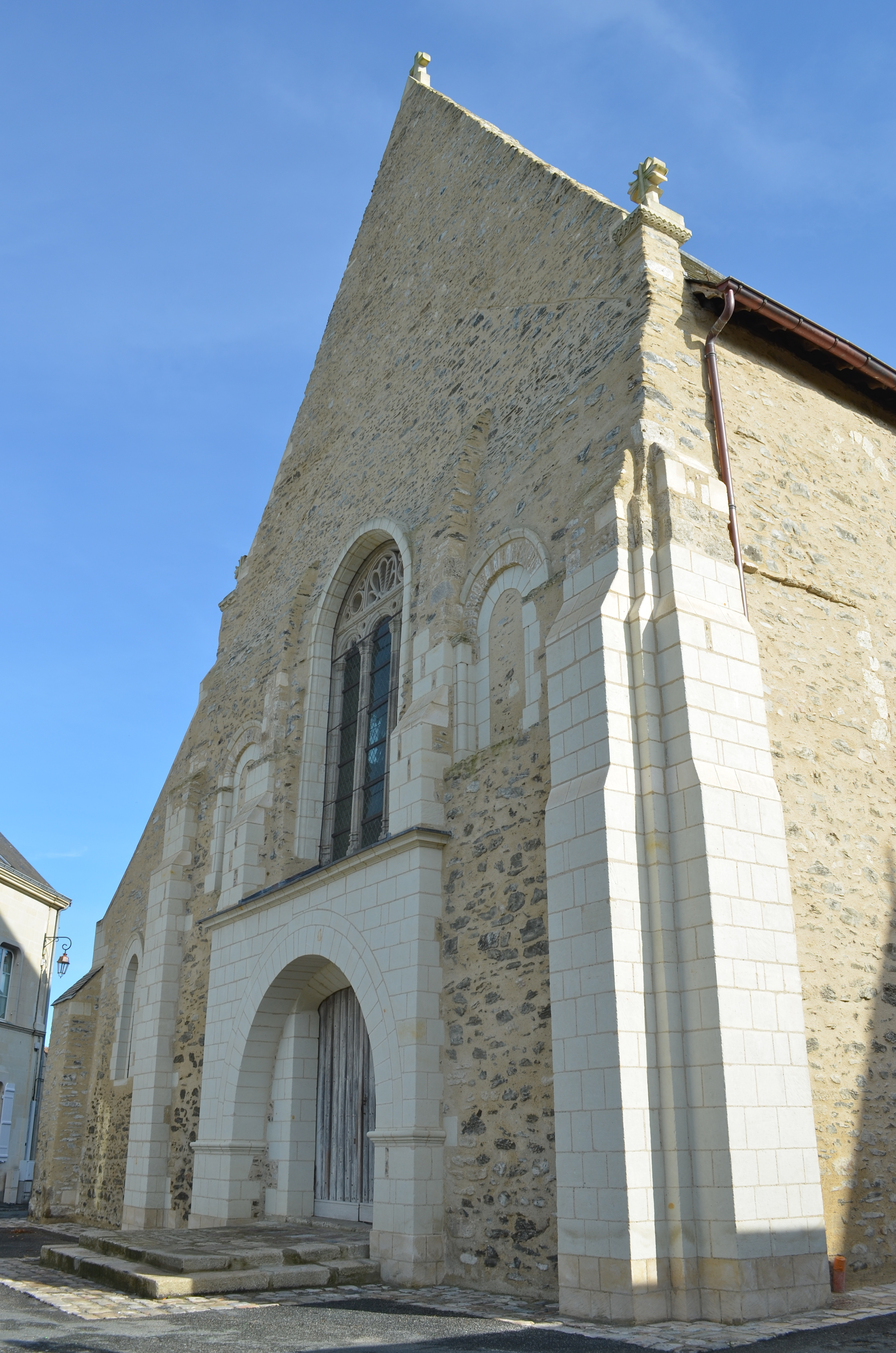
Église Notre-Dame (ancienne)
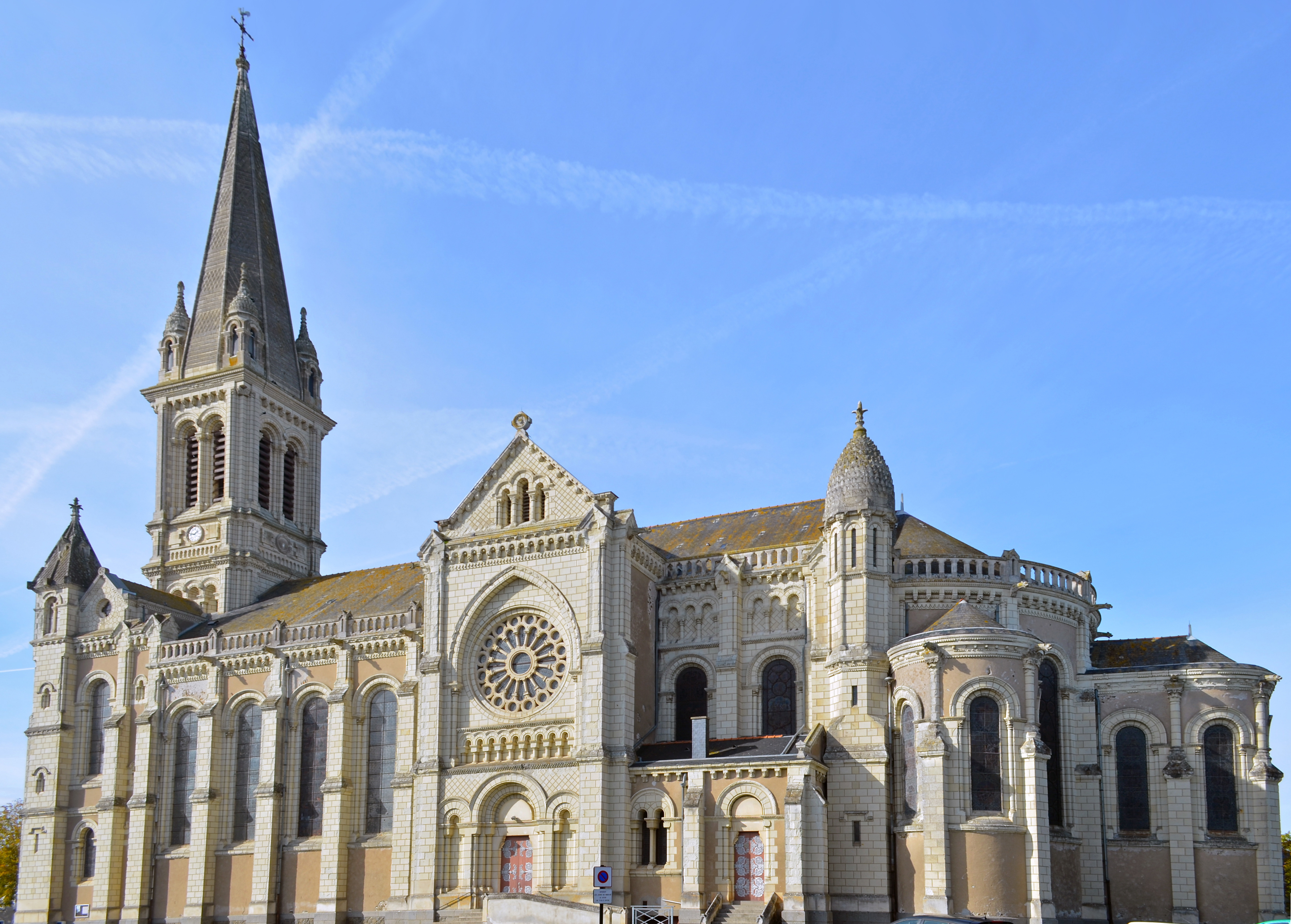
Église Notre-Dame la Neuve
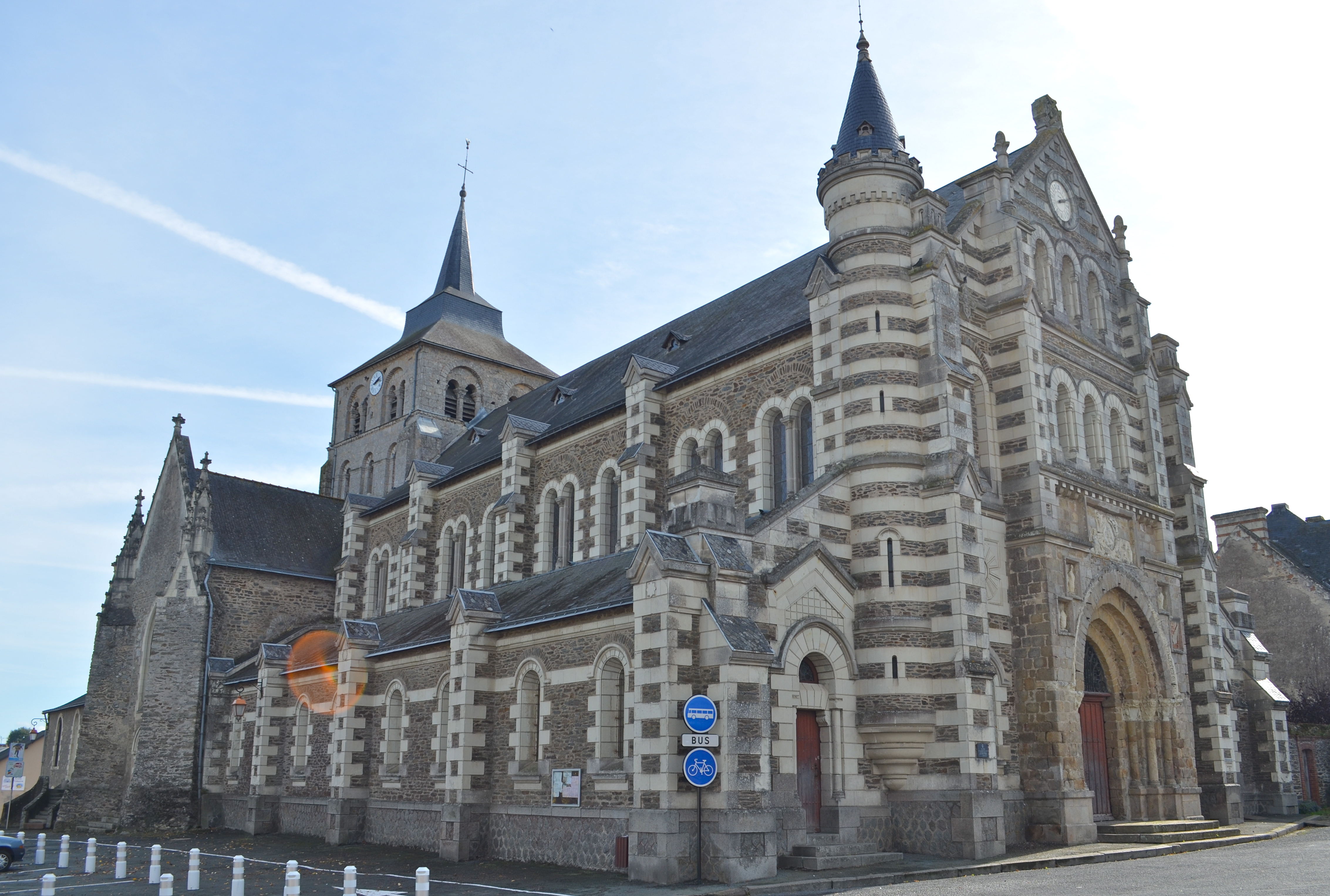
Église Saint-Pierre

### Personnalités liées à la commune
- Charles-Jean Cesbron-Lavau (1763-1829), né et décédé sur la commune, manufacturier et homme politique.
- Pierre Gourdon (1869-1952), écrivain, grand-père de Geneviève de Gaulle-Anthonioz y est né et y a vécu.
- Xavier de Gaulle (1887-1955), y épouse en 1920 Germaine Gourdon, châtelaine du château de l'Echo.
- Georges Perron (1925-2021), prélat catholique français, évêque de Djibouti de 1992 à 2001 y est né[47].
- Laurent Buffard (1963- ), né sur la commune, entraineur de basket-ball.
- Jean-Louis Henri Maurice Papin (1947- ), évêque de Nancy-Toul et primat de Lorraine y est né.